# Unčín
Unčín (deutsch Untschin, auch Unschin) ist eine Gemeinde mit 191 Einwohnern in Tschechien. Sie befindet sich in 480 m ü. M. im Tal der Svratka zwischen Dalečín und Jimramov. Der 11 km nördlich von Bystřice nad Pernštejnem gelegene Ort gehört dem Okres Žďár nad Sázavou an.

## Geschichte
Die erste urkundliche Erwähnung erfolgte 1379 in einer Überlassungsurkunde Archleb von Kunstadts an seinen Sohn Heralt.
1840 entstand über die Svratka eine 38 m lange überdachte Holzbrücke, die auf steinernen Pfeilern ruhte. 1928 wurde die Brücke mit Schindeln eingedeckt. Die heutige stählerne Brücke über den Fluss wurde 1951 errichtet und ersetzte den hölzernen Vorgängerbau.